# Kæmpekolibri
Kæmpekolibrien (latin: Patagona gigas) er verdens største kolibri med en vægt på 18-20 gram. Den har en længde på 20-22 cm. Arten er udbredt i Sydamerika mellem Colombia og Chile.